# Фенчугандж
Фенчуга́ндж (бенг. ফেঞ্চুগঞ্জ, англ. Fenchuganj) — город на северо-востоке Бангладеш, административный центр одноимённого подокруга. Площадь города равна 9,92 км². По данным переписи 2001 года, в городе проживало 16 314 человек, из которых мужчины составляли 52,12 %, женщины — соответственно 47,88 %. Плотность населения равнялась 1645 чел. на 1 км². Уровень грамотности населения составлял 35,1 % (при среднем по Бангладеш показателе 43,1 %). 